# IDLH
Begrebet immediately dangerous to life or health, forkortet IDLH, defineres af det amerikanske National Institute for Occupational Safety and Health (NIOSH) som eksponering for luftbårne forurenende stoffer, som det er "sandsynligt vil forårsage død eller øjeblikkelige eller forsinkede ugunstige sundhedsvirkninger eller forhindrer flugt fra et sådant miljø."  Blandt eksempler er røg eller andre giftige gasser ved høje koncentrationer. Det udregnes ved hjælp af LD50 eller LC50.
Occupational Safety and Health Administration (OSHA)-reguleringen (1910.134(b)) definerer begrebet som "en atmosfære der udgør en umiddelbar trussel mod liv, ville forårsage irreversible ugunstige sundhedsvirkninger, eller ville hæmme et individs evne til at undslippe fra en farlig atmosfære."

## Fodnoter
1. ↑  "Immediately Dangerous To Life or Health (IDLH) Introduction". NIOSH. 4. december 2014.
2. ↑  "Occupational Safety and Health Standards". Occupational Safety & Health Administration. Hentet 7. juli 2012.

| Lægevidenskab | Spire Denne artikel om lægevidenskab er en spire som bør udbygges. Du er velkommen til at hjælpe Wikipedia ved at udvide den. |